# Kytes
Kytes (Eigenschreibweise: KYTES) ist eine deutsche Indie-Band aus München, die 2015 aus der Formation Blind Freddy hervorging. Sie gewann 2016 den New Music Award. Die Musik wird als Mischung aus Indie und Elektropop bezeichnet.

## Geschichte
Die vier Bandgründer Michael Spieler (Gesang, E-Gitarre), Timothy Lush (Schlagzeug), Kerim Öke (Gitarre, Keyboard) und Thomas Sedlacek (E-Bass, Synthesizer) spielten seit Ende der 2000er Jahre unter dem Namen Blind Freddy zusammen. Im Mai 2015 benannte die Band sich in Kytes um. Wenig später erschien die Single Inner Cinema, für die sie von der University of Canberra den mit 10.000 Australischen Dollar dotierten Preis Song of the Year erhielten. Es folgte die Single On the Run, zu dem ein Musikvideo in Brighton gedreht wurde. Im November 2015 erschien bei Lichtdicht Records, dem Label von Milky Chance, die EP On the Run. Im September 2016 folgte das Debütalbum Heads and Tales bei Filter Music im Vertrieb von Sony Music. Im Dezember 2016 gewann Kytes den New Music Award.
Seit 2018 veröffentlicht die Band über ihr eigenes Musiklabel Frisbee Records.
Seit 2019 sind sie offiziell bei „Schule ohne Rassismus, Schule mit Courage“ die Paten der Fach- und Berufsoberschule Fürstenfeldbruck. 
Im Dezember 2023 gab die Band über ihren Instagram-Account bekannt, dass Thomas die Band verlassen hat.

## Stil
Als musikalische Einflüsse nennen Kytes Bands wie Foals, Phoenix, Two Door Cinema Club, Parcels oder Tame Impala. Die Musik vereint E-Gitarren mit eingängigen Lied-Strukturen und elektronischer Musik. Die drei Mitglieder lassen auch ihre unterschiedlichen kulturellen Hintergründe in die Musik einfließen (Timothy Lush: Australien, Kerim Öke: Türkei, Michael Spieler: Österreich). Die Texte der Band schreiben Michael Spieler, Timothy Lush und Kerim Öke gemeinsam. 

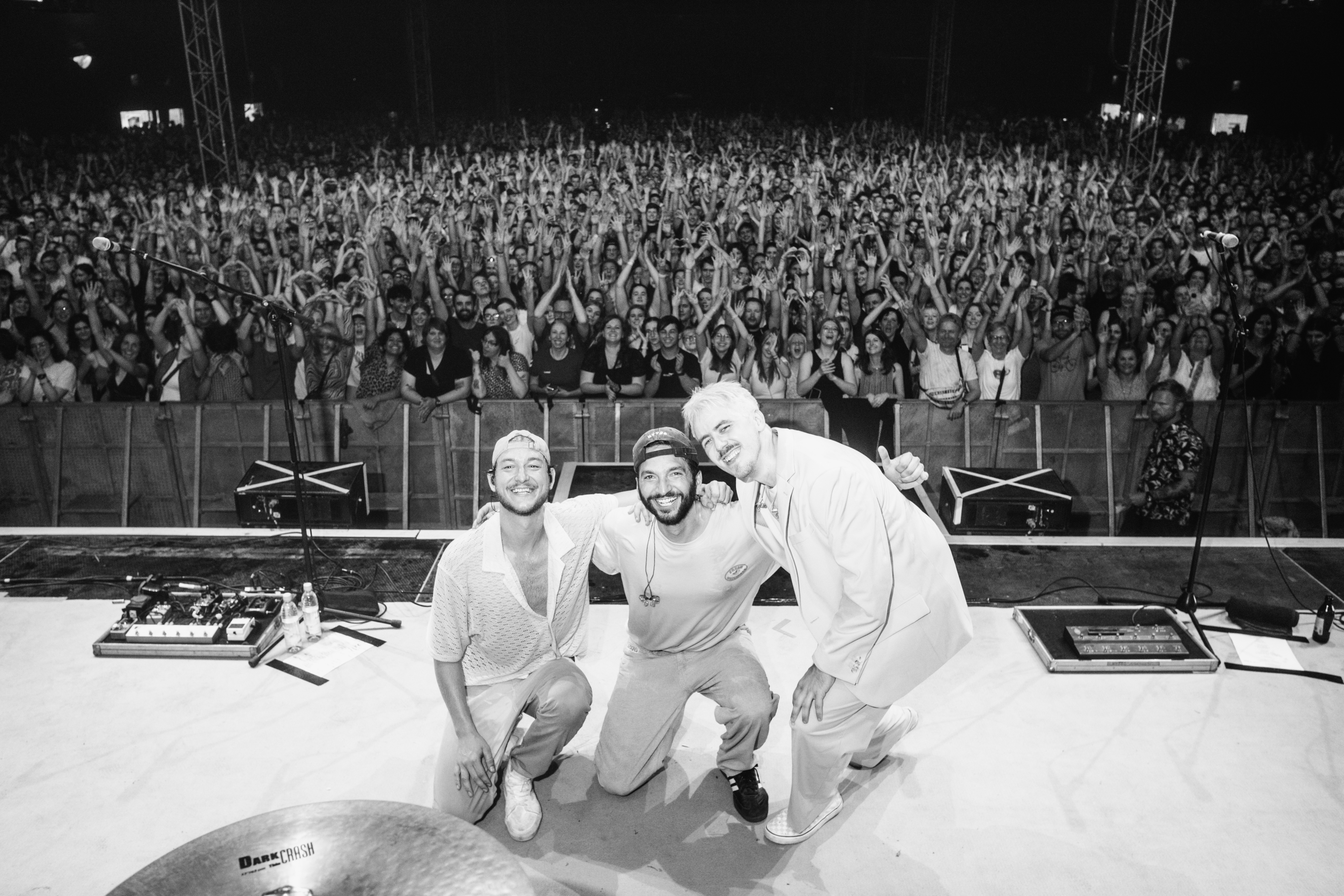
KYTES am Tollwood-Festival 2024

## Diskografie
Alben
- 2016: Heads and Tales (Filter Music)
- 2020: Good Luck (Frisbee Records)
- 2023: To Feel Something at All (Frisbee Records)

EPs
- 2015: On the Run (Lichtdicht Records)
- 2019: Frisbee (Frisbee Records)
- 2022: Apricosa (Frisbee Records)

Singles
- 2015: Inner Cinema
- 2015: On the Run
- 2016: I Got Something
- 2016: As We Row
- 2018: Remedy
- 2018: Take It Easy
- 2019: Alright
- 2019: Want You Back
- 2020: Go Out
- 2020: Runaway
- 2021: The Beat Is on Hold
- 2021: Bumblin
- 2021: Hello (and It's Christmas)
- 2022: Apricosa
- 2022: Happy Hangover
- 2022: Hula-Hoop (in Zusammenarbeit mit Digitalism)
- 2022: Mister Burns
- 2023: Deep Dive

## Auszeichnungen
- 2015: Song of the Year: Inner Cinema, verliehen von University of Canberra
- 2016: Sieger des New Music Award